# Peter Corriston
Peter Corriston (...) è un designer e grafico statunitense, vincitore di un Grammy nel 1982 nella categoria Best Album Package. È conosciuto per aver disegnato la copertina di numerosi album rock.

## Carriera
Corriston lavorò in uno studio nel Greenwich Village, a New York. Durante la sua carriera ha creato copertine per artisti come Billy Idol, Badfinger, Chick Corea, Carole King, Debbie Harry, George Benson, The J. Geils Band, Jethro Tull, Mick Jagger, New York Dolls, Pat Benatar, Procol Harum, Rod Stewart e Tom Waits.
Nel 1975 ha disegnato la coperta dell'album dei Led Zeppelin intitolato Physical Graffiti, una delle copertine più celebri della storia del rock. Per questo lavoro è stato nominato a un Grammy nel 1976.
Tra il 1978 e il 1983 ha disegnato le copertine di quattro album consecutivi dei Rolling Stones: Some Girls, Emotional Rescue, Tattoo You e Undercover. Per il suo lavoro nell'album Tattoo You è stato premiato con il Grammy Award nel 1982 nella categoria Best Album Package; nel corso dell'intera carriera è stato nominato in questa categoria per 2 volte.
Parte del lavoro di Corriston fa parte della collezione permanente della Biblioteca del Congresso degli Stati Uniti nonché del MoMA di New York.